# ハナビラタケ
ハナビラタケ（花弁茸、学名: Sparassis crispa もしくは Sparassis latifolia）は、担子菌門ハラタケ綱タマチョレイタケ目に属し、ハナビラタケ科のハナビラタケ属に分類される大型のキノコの一種である。白い花びらを集めてボール状にしたのような外観の食用キノコで、この和名が当てられている日本産の菌に対しては、2種以上を含んでいる可能性がある。

## 名称
和名は、宮城県仙台市付近で得られた標本をもとに与えられたものであるが、この標本は所在不明であり、分子系統学的知見を踏まえた現代の分類学に照らした場合、S. crispa に当るのか S. latifolia に該当するのかは不明である。
属名 Sparassis は「きれぎれに裂けた」の意である。種小名の crispa は「ちぢれた」、また latifolia は「幅広い葉」を意味する。
日本における方言名として、奈良県吉野郡十津川村周辺では「ツチマイタケ」と呼ばれるという。また、東北地方の一部（岩手県・秋田県など）では「マツマイタケ」の名で呼ばれる。ただし、ツチマイタケの方言名は、山形県下ではオオムラサキアンズタケを指す場合があり、チョレイマイタケやカラスタケなどに対しても用いられることがある。一方、マツマイタケの呼称も地域によっては、ハナビラタケとはまったく別種のニンギョウタケを指して用いられる場合がある。その他の地方名として、ハナマイタケ、ハナヤサイキンの名でもよばれている。
英語圏では、子実体の外観や色調にちなみ、ハナビラタケ属に属するキノコ類一般に Cauliflower fungus（カリフラワータケ、ハナヤサイタケ）や Cauliflower Mushroom（カリフラワーマッシュルーム）の名を当てている。

## 分布
日本、中国、ヨーロッパ、北アメリカに分布する。従来、日本国内では、北海道・本州および四国に産するとされていたが、S. crispa とS. latifolia の二種がハナビラタケの和名のもとに混同されているのか否かについては今後の調査の必要性があり、これらがともに日本に分布する場合、そのおのおのが日本国内でどのような分布を示すのかについても詳しく検討する余地がある。なお、栽培用種菌の中にも、これらが混在する可能性が皆無ではない。
S. latifolia については、東アジアの亜熱帯から温帯（マツ科の針葉樹が分布する地域）を中心に広く分布し、日本とタイ王国、中国から報告されているほか、ヨーロッパ（西ドイツ、スウェーデン、フィンランド）にも分布し、これらの地域でも、従来はS. crispa や S. brevipes と混同されていたという。また、ロシア東部にも産すると推定されている。なお、S. latifolia は、中国においては、おそらく南部から北部へと分布を広げていったものであろうと考えられている。
標高1000メートル (m) を超える深山に生えることから、人目につきにくく「幻のキノコ」といわれている。

## 形態
子実体は初め歪んだ球状で、細かなちりめん状の不規則な皺に覆われる。次第に個々の皺が伸長して薄い膜となった花弁状の裂片を無数に分岐させ、根元の太い柄で集合した丸い塊状をなし、生長すると全体が径10 - 30センチメートル (cm) 、大きなものは径40 cmにもなる。個々の裂片はクリーム色か黄白色で、老成すると黄土色になる。その縁は皺状に縮れるとともに、しばしば不規則な鋸歯状に裂ける。子実体の基部は時にへら状ないし短い円筒状をなし、宿主の材につながるが、その長さや大きさは不定である。肉は薄く、鮮時には柔軟で弾力のある肉質であるが、乾くと硬い角質となり、傷つけても変色せず、味もにおいも温和で特徴的なものはない。
個々の裂片が直立した場合には、胞子を形成する子実層（しじつそう hymenophore）が裂片の両面に発達するが、裂片が水平の場合には、下側にのみ胞子が作られる。
胞子紋は白色を呈し、胞子は卵形ないし楕円形で平滑、無色かつ薄壁、しばしば一個の油滴を含み、ヨウ素溶液で染まらない（非アミロイド性）。シスチジアはなく、子実体を構成する菌糸は無色で細く、その壁は薄く、隔壁部にはかすがい連結を備える。

## 生態と生理的性質

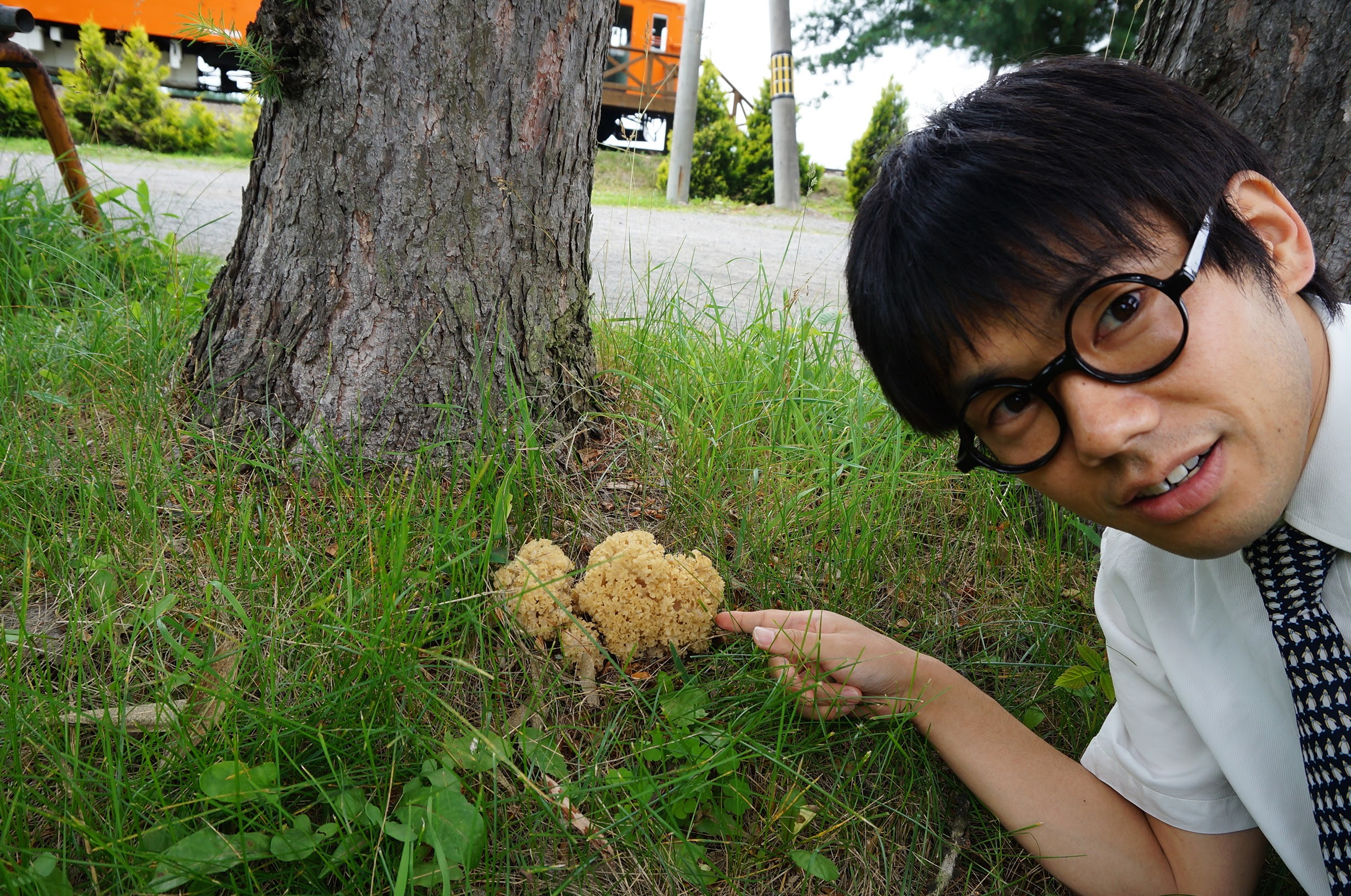
木の根元から発生していたハナビラタケ（北海道）

### 野外での発生状況と宿主
カラマツ、モミ、トドマツ、アカエゾマツ、エゾマツ、コメツガ、アカマツ、オオシラビソなどの心材を褐色腐朽させ、夏から秋にかけて、立ち木の地際や切り株の周囲などに子実体を形成する。特に8月の高原で、カラマツなどの根元でよく見られる。深山の針葉樹林の倒木などに発生することから、かつては一部の登山家や山人くらいにしか知られず、幻扱いされてきたが、現代では栽培も行われている。

### 腐朽の所見
腐朽型は典型的な褐色方形腐朽で、腐朽被害を受けた材は黄褐色（腐朽が軽微な場合）、あるいは赤褐色ないし黒褐色（腐朽が進行した場合）を呈し、縦横に亀裂を生じてもろく砕けやすくなり、小さなブロック状に崩れる。また、子実体が形成される頃には、腐朽の範囲は時として心材部のほぼ全体に及び、被害樹の地際から高さ3 m程度にまで達する。
子実体を発生するまでに腐朽された材では、仮導管の壁を貫通してハナビラタケの菌糸が蔓延している。重縁紋孔から仮導管に菌糸を侵入させることも多く、時として射出組織にまで蔓延することがある。宿主の材中の菌糸は径 (1.2-)2.0-3.5 (-5.0) μm 程度で無色透明であり、かすがい連結がしばしば見出される。材中においては、通常は厚壁胞子の形成は認められない。
実験室内での腐朽力試験では、北海道産のエゾマツでは 21.0 - 45.3%、同じくトドマツに対しては 25.1 - 47.8% の重量減少が認められたという。
宿主樹木への感染は、地中の根系あるいは地際の樹皮などの傷から開始されるものと推定されてはいるが、具体的な感染過程についてはまだ不明な点が多い。また、カイメンタケやナラタケ類は、地下水が滞留しやすい緩斜面の下部などに多発するが、ハナビラタケはむしろ土壌が柔らかくて透水性に富んだ環境を好むとされている。また、樹木の腐朽病害の発生は、宿主が老齢になるほど罹患率が高くなると想像されやすいが、ハナビラタケについては、樹齢30年に満たない比較的若い樹であっても発病することがある。

### 培養所見
ジャガイモ＝ブドウ糖培地や麦芽エキス培地など、キノコ類の培養に際して常用される培地上でよく育つ。培養された菌糸体の肉眼的所見は、培地の種類によって多少異なるが、おおむね白色を呈し、しばしば樹脂のような香りを発し、白い絹糸状の気中菌糸（きちゅうきんし aerial hyphae：培地表面から空中へと立ち上がって毛状をなす菌糸）を形成することがある。白色腐朽菌の特徴である細胞外オキシダーゼの産生能力はない。ある程度培養期間が長くなると、しばしば菌糸の先端部あるいは中途の細胞が肥大し、厚壁胞子を形成する。厚壁胞子はレモン形、西洋ナシ形、楕円形などを呈し、無色透明である。厚壁胞子が、ハナビラタケの繁殖（あるいは樹木に対する感染）にどのように関与しているかについては、まだ十分な研究がなされていない。なお、厳密な測定試験によるものではないが、30℃前後では菌糸が死滅するという。

### 栄養要求その他
単糖類ではグルコース、ガラクトース、マンノース、フルクトースで良好な生長を示し、アラビノースやキシロース、リボースあるいはラムノースでもグルコースの30～65%程度の菌糸体収量を示すが、ソルボースでは菌糸体の生長はほとんど認められない。二糖類および三糖類では、ラクトース、マルトース、メリビオース、トレハロースおよびラフィノースで比較的良好な生長が見られ、セロビオースやスクロース、メレチトースでもグルコースの50%程度の菌糸体収量を示す。また、炭素源としてトレハロースのみを含む培地を用いると、トレハロースは培養中に減少し、代わってグルコースが培地中に生成するが、生成したグルコースは培養開始から60日めには見出されなくなることから、ハナビラタケは、トレハロースをグルコースに変換した後に資化すると考えられている。さらに、可溶性デンプンやグリコーゲンおよびデキストリンの資化性はグルコースよりも高く、ペクチン、ペクチン酸、イヌリン（フルクトースに分解された後に資化される）もグルコースの50-65%量程度の菌糸体収量を示し、本種はグルコアミラーゼを産出してデンプン・グリコーゲン・あるいはデキストリンを加水分解してグルコースに変換した上で資化するものと推定されている。ペクチンやペクチン酸が資化されるに従い、培地中にガラクツロン酸を産生する。
他方、リグニンやセルロースあるいはキチンを栄養源として資化する能力はほとんどないと思われる。
窒素源としては、ポリペプトン、ソイトン、酵母エキス、肉エキス、カザミノ酸などのたんぱく態窒素化合物を好む。塩化アンモニウムや硝酸アンモニウムあるいは硝酸ナトリウムなども窒素源として利用する能力はあるものの、たんぱく態窒素化合物に比べて資化能力は低い。
菌糸体の栄養生長には、無機塩としてリン酸カリウムと硫酸マグネシウム、ビタミンとしてチアミンが不可欠である。また、硫酸亜鉛、硫酸鉄、硫酸銅、塩化カルシウム、硫酸マンガンなども、欠乏すれば菌糸の増殖に悪影響を与える。チアミン以外の各種ビタミンや核酸関連物質は菌糸体生長に影響を与えず、一方でインドール酢酸やジベレリンその他の植物ホルモンは、菌糸体に対してむしろ生長阻害をもたらすとされている。

## 分類学上の位置づけ
日本産のハナビラタケは、ヨーロッパや北アメリカ産の種類と同一種と考えられ、Sparassis crispa Wulf: Fr.の学名の下に扱われてきた。ただし、北アメリカ産のS. crispa の菌株のうちでも、北西部で見出された子実体に由来するものでは、日本産ハナビラタケの菌株（日本における産地は不明）やヨーロッパ（西ドイツ、チェコスロバキア、イギリス）産の菌株との間で交配が成立するのに対し、アメリカ合衆国アリゾナ州などから得られたものは交配しないことが報告され、北アメリカでS. crispa の学名の下に扱われてきた菌のうちに、実際には二つ以上の分類群が混同されている可能性が示唆された。北アメリカにおいてS. radicata の学名で呼ばれていた菌は、ヨーロッパ産のS. crispa と交配可能であることから、後者の異名（シノニム）とされたが、米国アリゾナ州などに分布し、ベイマツやポンデローサマツなどの根株腐朽の原因となっている型については、その後の分子系統学的解析により、独立した未記載種であると結論づけられ、2006年にSparassis latifolia Y.C. Dai & Zheng Wangの学名の下に新種記載された。日本産のハナビラタケにはS. latifolia の学名を当てるのが妥当であると考えられているが、S. crispa が混在する可能性も皆無とは言えない。
分子系統学的な相違のほか、S. latifolia は子実体を構成する裂片が長くて幅広く、縮れがより緩いこと、裂片の縁がしばしば鋸歯状をなすこと、胞子が小さいことなどによって、S. crispa と区別されるという。なお、Sparassis crispa のタイプ標本（ネオタイプ）は、西ドイツのヨーロッパアカマツ（Pinus sylvestris L.）の林内で採集されたものであり、Sparassis latifolia のそれは、中国の吉林省において長白山自然保護区内の針葉樹林で採集された（1997年8月14日）ものである。
胞子を形成する子実層托が平滑で、ひだ・管孔・針状突起などを生じないため、かつてはコウヤクタケ科(Corticiaceae)に置かれていた。また、子実体に背面・腹面の区別がないことから、シロソウメンタケ科(Clavariaceae)への類縁関係が想像されたこともある。最近の分子系統学的研究によれば、ハナビラタケ属は単系統群であり、針葉樹の根株から侵入して褐色腐朽を起こすことで知られるカイメンタケ属(Phaeolus)あるいはアイカワタケ属(Laetiporus)などとの間に類縁関係を有するのではないかと推定されている。

## 利用・栽培と研究
シャキシャキした歯切れが特徴の食用キノコである。形態・生態の類似した有毒キノコはほとんどないため同定することも容易である。肉は薄いが風味にクセがないため食べやすく、湯豆腐、すき焼き、鉄板焼き、酢の物、和え物、サラダ、炒め物など幅広く利用される。
食物繊維の1種とされるβグルカンが豊富なことが注目されて、抗がん作用や免疫力を高める健康成分として期待され、栽培品や顆粒状に加工された健康食品も販売されている。漢方薬として利用されてきた歴史がある、近年は「子実体の成分」で後述するように、医療・健康面での有用性の研究も進んでいる。2018年には九州産業大学と東京女子医科大学の共同研究グループが、ハナビラタケのゲノム（全遺伝情報）解読と有用成分の分析を『Scientific reports』電子版に発表した。

### 保存性
子実体の外観の変化を対象とした感能検査や、酢酸可溶多糖類（グリコーゲン様多糖類）・有機酸・遊離糖類および低分子多糖類の経時的定量の結果からすれば、マイタケよりも日保ちするきのこの一つであるが、ポリエチレンフィルムなどによる密封包装による流通には向かないとされている。

### 日本料理
ワカメの茎の部分を思わせる歯切れを生かし、軽く茹でたものを、ぬたや和え物、ピクルス。酢の物などにする。天ぷら、味噌汁、スープ。炒め物などにも使われる。

### 人工栽培
栽培も行われており、針葉樹のおが屑を主材として、人工的に子実体を発生させることができる。培地の一例として、針葉樹のおが屑に対し、その重量の10パーセントずつのふすま・米ぬか、小麦粉を加え、さらにおが屑の重量当り4パーセントのそば粉を添加したものが用いられる。木材パルプにふすまや米ぬか、小麦粉、酒粕などを加えた培地も考案されており、ケヤキのおが屑やトウモロコシの茎の破砕物（コーンコブミール）でも生育させることができるという。

## 子実体の成分
水分含量は86.1 - 87.8パーセントで、子実体の発育段階による含量変動は小さい。乾燥重量当たりの粗タンパク質は13.4-33.2パーセント、粗脂肪は1.4-1.7パーセント、粗灰分は2.8-3.2パーセント、炭水化物は61.9-82.4パーセントであり、子実体の発育に伴い炭水化物は増加する一方、粗タンパク質・粗脂肪および粗灰分は減少する。無機成分含量は1.45-1.69%であり、子実体原基あるいは幼い子実体では比較的少なく、成熟した子実体で増加する。主成分はカリウムで、ついでリン、マグネシウム、カルシウム、ナトリウムなどが含まれている。低分子炭水化物含量は6.2-15.4パーセントで、トレハロース、マンニトール、グルコース、フルクトースおよびアラビトールが同定されたが、主なものはトレハロースとマンニトールであり、子実体の発育に伴い、これら二種類の糖の含量は増加するという。有機酸含量は2.6-3.7パーセントで、子実体の発育に伴い減少する傾向があり、リンゴ酸、クエン酸、フマル酸、ピログルタミン酸、コハク酸、シュウ酸、乳酸、α-ケトグルタル酸、酢酸およびギ酸が検出され、リンゴ酸、クエン酸、フマル酸、ピログルタミン酸およびコハク酸などが主要な成分である。遊離アミノ酸含量は0.49-1.07%パーセントで、子実体の発育に伴い減少する傾向があり、主成分はグルタミン酸、アスパラギン、アスパラギン酸、チロシン、アルギニン、アラニンおよびセリンである。
脂質成分としては中性脂質（50.8-54.7パーセント）とリン脂質（37.7-41.0パーセント）が多く、糖脂質は比較的少ない（7.6-11.2パーセント）。中性脂質の主成分はトリアシルグリセリド（63.3-67.5パーセント）であり、それに次いでステロールエステル(英: Sterol ester)（12.9-15.1パーセント）が多く、その他にステロール（8.6-11.6パーセント）、ジアシルグリセリド（4.0-4.8パーセント）、モノアシルグリセリド（1.0-1.5パーセント）などが含まれている。リン脂質の主成分はホスファチジルエタノールアミン（60.4-68.9パーセント）であり、次いでホスファチジルコリン（18.3-20.4パーセント）、カルジオリピン（8.0-10.6パーセント）・リゾホスファチジルコリン（4.8-6.0パーセント）である。子実体の原基と幼い子実体および成熟子実体を比較すると、脂肪酸組成は総脂質、中性脂質、糖脂質およびリン脂質のいずれの間でも顕著な差はないという。なお、主要脂肪酸はリノール酸とオレイン酸、およびパルミチン酸である。
日本産の栽培品は β-(1-6)分岐（1-3）-D-グルカンの構造を持つ多糖類を含有している。この化合物は抗がん活性や免疫増強活性を有するとされており、ヒトの健康に対するハナビラタケの機能性が注目されている。抗がん活性の面からは、マウスのザルコーマ180に対する経口投与によって腫瘍抑制効果と延命効果が認められており、抗転移作用や血管新生の抑制作用もある。免疫活性の面では、血液中の免疫グロブリンE（IgE）の顕著な減少や、ナチュラルキラー細胞の機能増大などの効果があったという。また、生体内で確認されたものではないが、II型インターフェロン（インターフェロンγ）産生を促す作用もある。
子実体抽出物から多糖類を除去した低分子画分も、マウスの胆嚢がん細胞に対して抗腫瘍活性を示すと報告されている。
凍結乾燥したハナビラタケ子実体の超微粉末(平均粒径 4μｍ)をマウス（KK-Ay 系）に投与したところ、血糖降下作用とインスリン分泌促進およびダイエット効果が認められたとの知見もある。ただし、これらの効果が、ハナビラタケが含有するβ-グルカンに起因するのか他の成分に起因するのかは、現段階では不明であるという。
ハナビラタケの子実体にはまた、ハナビラタケリド(Hanabiratakelide)と呼ばれるフタリド化合物が含有されている。ハナビラタケリドには、水酸基の位置を異にする三種の異性体（ハナビラタケリドA、B、およびC）が知られるが、これらはいずれも、生体内において、ビタミンCよりも強力な活性酸素阻害活性を発揮する。また、マウスのマクロファージ細胞系RAW264によるリポ多糖類刺激一酸化窒素とプロスタグランジンE2産生に対して阻害活性を示し、消炎効果がある。さらに結腸がん細胞系Caco-2およびColon26細胞の増殖は、ハナビラタケリド処理により著しく抑制される。
このほか、2000年8月に栃木県下で採集された子実体由来の栽培品を材料として、セスキテルペノイドの一種である（3R*, 3aS*, 4S*, 8aR*)-3-(1′-ヒドロキシ-1′-メチルエチル)-5,8a-ジメチルデカヒドロアズレン-4-オールが見出されているが、生体に対するその活性などについてはまだ検討が進んでいない。また、同時に（5β, 6α）-6,11-ジヒドロキシユーデスマンが単離されたが、これは放線菌の一種（Streptomyces sp.）と共通する化合物である。
ハナビラタケ属の一種の培養菌株が、混入した雑菌の生育を抑制することをきっかけにして見出されたスパラッソール(Sparassol)：メチル-2-メトキシ-6-メチル安息香酸）は、枯草菌やトドマツ枝枯れ病菌に対する抗菌活性を有する。また、ハナビラタケ属によって腐朽された木材からは、スパラッソール誘導体であるオルセリン酸メチルおよびメチルジヒロドキシメトキシメチル安息香酸塩（修飾基の位置などの詳細な構造解析はまだ完了されていない）が見出されており、ともに、キュウリ黒星病菌（Cladosporiurn cucurnerinurn）に対してスパラッソールよりも高い抗菌活性を有するほか、灰色かび病菌（Botrytis cinerea）の分生子からの発芽管伸長を著しく抑制するという。これらの抗菌性物質は、野外におけるハナビラタケの生存戦略の一環として、他の木材腐朽菌類との競合を有利にするために役立っていると推定されている。

## ハナビラタケ属の種
ハナビラタケ属のキノコはいずれも傘を形成せず、子実体は多数の薄い裂片の集合体で構成されること、子実体は生時には柔軟な肉質であり異型菌糸を含まないこと、胞子は無色かつ平滑でヨウ素反応を示さないこと、木材腐朽能力を持ち、材の褐色腐朽を起こすことなどを特徴とする。子実体の外観においても顕微鏡的形質においても比較的に単純な菌群であるため、種レベルでの厳密な区別は必ずしも簡単ではない。

### 実体が明らかな種
Sparassis crispa (Wulfen) Fr.
属のタイプ種である。子実体を構成する裂片は著しく縮れ、環紋を生じることはなく、縁は全縁で鋸歯を生じない。柄は不規則に細かく分岐し、個々の枝先が裂片となる。シスチジアはなく、菌糸には多数のかすがい連結を備えている。宿主は常に針葉樹である。ヨーロッパと北アメリカ東部に分布するが、日本を含むアジア地域における分布状況は不明である。また、北アメリカの一部の地域（米国マサチューセッツ州およびジョージア州など）には、外観ではS. radicata と区別しがたいものの、分子系統学解析の結果は大きく異なる未知の種が分布するというが、まだ正式記載はなされていない。
Sparassis cystidiosa Desjardin and Zheng Wang
2004年にタイ産の標本をもとに記載された。胞子を形成する子実層に、多数のシスチジアが混在する点で特徴づけられる。また、菌糸には多数のかすがい連結がある。宿主がブナ科の広葉樹に限られる点で、ハナビラタケ属の菌としては異色な種であり、分子系統学的解析の結果からは、Sparassis 属の中でも祖先型に位置する種であろうと推定されている。
Sparassis miniensis Blanco-Dios & Zheng Wang,
スペインから見出された菌で、子実体の個々の裂片は比較的大きく、ほとんど縮れずに多少へら状をなし、その縁は細かく裂けて鶏冠状を呈する。シスチジアはなく、子実下層(しじつかそう subhymenium)の菌糸には少数のかすがい連結があるが、肉の菌糸にはこれを欠き、胞子はS. crispa やS. latifolia のそれよりもやや大形である。フランスカイガンショウの林内で採集されるという。
Sparassis spathulata (Schwein.) Fr.
子実体を構成する個々の裂片がほとんど縮れずに大きなへら状をなし、その表面にしばしば不明瞭な年輪状の環紋（かんもん Zonation）を生じることや、シスチジアを欠き、菌糸にかすがい連結がないこと、培養しても厚壁胞子を形成しないことなどを特徴とする。北アメリカ南東部に分布する。宿主は、通常は針葉樹であるが、まれにブナ科の広葉樹から発生することもあるという。なおタイプ標本は、米国ノースカロライナ州産のものである。
Sparassis radicata Weir
日本産のものに非常によく似ているが、胞子が僅かに小さく、子実体を構成する個々の裂片の縁は滑らかで、鋸歯状の切れ込みを生じない。また、柄を有する場合、細かく分岐することなく円筒状をなし、ほとんど地中に埋没しており、個々の裂片は基部で互いに合着している。シスチジアはなく、子実体の菌糸にはひんぱんにかすがい連結がみられる。麦芽エキス寒天培地などを用いて容易に培養することが可能で、培養下では日本産のハナビラタケのものによく似た厚壁胞子を形成する性質がある。培養菌糸体の生育至適温度は23-25℃であり、40℃で死滅するとされる。なお、交配様式はヘテロタリックであり、一対の不和合性因子に支配された二極性を示す。北アメリカの西部地域に分布し、宿主は針葉樹に限定される。タイプ標本は、米国アイダホ州において、地上に露出したベイマツの太い根の上に発生していたものであるという。

### 実体が不明瞭な種および異名として扱われる種
Sparassis brevipes Krombh.
タイプ標本が既に所在不明であるため、この学名を疑問名（nomen dubium）の一つとして扱うべきであるとの主張もある。
Sparassis foliacea St.-Amans
タイプ標本の所在が不明であり、分類群としての実体についてはほとんど明らかでない。
Sparassis herbstii Peck
タイプ標本は米国ペンシルバニア州で見出されたものであるが、現在ではS. spathulata の異名であると考えられている。
Sparassis kazachstanicus Schwarzman
種小名が示すようにカザフスタンから記録されて命名された菌であるが、タイプ標本は所在不明であり、実体が把握できない種の一つである。
Sparassis laminosa Fr.
タイプ標本はポーランド産のものである。S. spathulata の異名の一つとして扱う意見と、S. brevipes の異名とみなす意見とがある。
Sparassis nemecii Pilát
子実体を構成する裂片は大きく厚いへら状をなし、S. spathulata の異名として扱うのが妥当であるという説とS. brevipes と同一視する説とがある。タイプ標本は、1932年10月にチェコスロバキアで採集されたものである。
Sparassis simplex D.A.Reid
タイプ標本は唯一個のへら状の菌体である。そのラベルによれば、1955年10月上旬、イギリス（ボックスヒル）において、マツ属の材片上に発生していたものであるとされている。S. spathulata の異名とみなされている。
Sparassis tremelloides Berk.
タイプ標本は米国サウスカロライナ州で採集されたものである。タイプ標本の顕微鏡的検討の結果、その担子器は縦に走る隔壁で仕切られており、シロキクラゲ属（Tremella）に置かれるべきものであるとして、ハナビラタケ属から除外された。